# 基蒂利皮縣

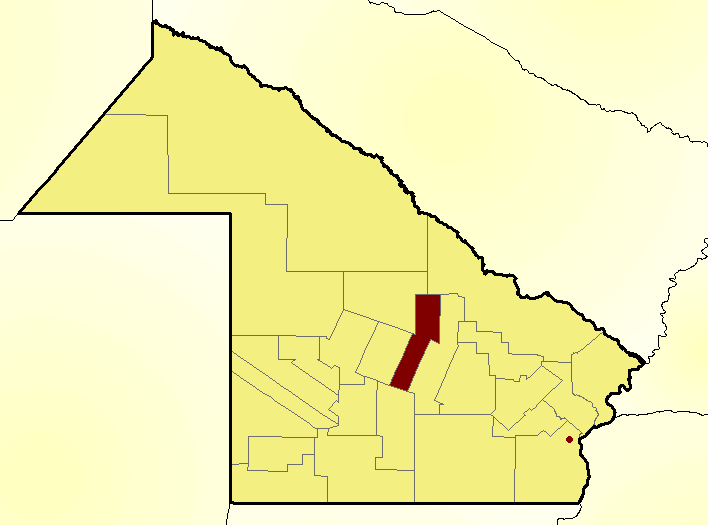

26°52′S 60°13′W / 26.867°S 60.217°W
基蒂利皮縣（西班牙語：Departamento Quitilipi），是阿根廷的縣份，位於該國北部查科省，首府設於基蒂利皮，距離雷西斯滕西亞140公里，面積1,864平方公里，2010年人口10,322，人口密度每平方公里5.54人。